# Berrocalejo (Cáceres)
Berrocalejo es un municipio y localidad española de la provincia de Cáceres, en la comunidad autónoma de Extremadura. El término municipal tiene una población de 124 habitantes (INE 2024).

## Geografía

### Localización
El término municipal de Berrocalejo limita con:
- El Gordo al oeste, norte y este;
- Peraleda de San Román y Valdelacasa de Tajo al sur.

### Orografía
El término es en su mayor parte accidentado, donde abundan los cerros; la máxima elevación se encuentra en la parte sur. La altitud oscila entre los 300 y los 443 m sobre el nivel del mar, siendo la cota más alta la del Cerro Cabeza Nebrosa, con 443 m. Está situado en el Rivero y debe su nombre a que en la antigüedad ese paraje estuvo poblado de enebros.

### Clima
El término está bien soleado, el día más caluroso del año suele ser el 25 de julio, día de Santiago. Los días más fríos suelen ser del 15 al 25 de diciembre. El mes más lluvioso suele ser el de diciembre. Nieva raras veces, y ni siquiera llega a cuajar al llegar al suelo. 

## Historia
Desde su reconquista en el año 1085, Berrocalejo pasó a formar parte de la poderosa Comunidad de Villa y Tierra de Ávila, y de hecho perteneció a la provincia de Ávila hasta 1833. Tras la caída del Antiguo Régimen la localidad se constituye en municipio constitucional y es incluida en la región de Extremadura. Desde 1834 quedó integrado en partido judicial de Navalmoral de la Mata. En el censo de 1842 contaba con 130 hogares y 712 vecinos.

## Demografía
Berrocalejo cuenta con una población de 124 habitantes (INE 2024).
| Gráfica de evolución demográfica de Berrocalejo entre 1842 y 2021                                                   |
| |
| Población de derecho según los censos de población del INE Población de hecho según los censos de población del INE |

## Patrimonio

### Monumentos religiosos
Iglesia parroquial católica bajo la advocación de Nuestra Señora de la Asunción, en la archidiócesis de Mérida-Badajoz, diócesis de Plasencia, arciprestazgo de Navalmoral de la Mata.

### Monumentos naturales
- Peña Flor, atalaya situada a orillas del río Tajo.
- Embalse de Valdecañas.

### Monumentos romanos
Bajo las aguas del río Tajo se encuentra un puente de construcción romana, conocido con el nombre de Puente del Conde. Cuando baja el nivel del río se puede ver la parte superior del mismo.

## Símbolos
El escudo de Berrocalejo fue aprobado mediante la "Orden de 2 de noviembre de 1993, por la que se aprueba el escudo heráldico y bandera municipal, para el Ayuntamiento de Berrocalejo", publicada en el Diario Oficial de Extremadura el 13 de noviembre de 1993 y aprobada por el consejero de Presidencia y Trabajo Joaquín Cuello, luego de haber sido aprobado el expediente por el ayuntamiento el 30 de noviembre de 1992 y el 8 de junio de 1993 y haber recibido dicho expediente informe favorable del Consejo Asesor de Honores y Distinciones de la Junta de Extremadura el 22 de septiembre de 1993. El escudo se define así:

Escudo cortado. Primero, de plata, berrocal en su color. Segundo, de azur, puente, de plata, sobre ondas de azur y plata. Al timbre, Corona Real cerrada.

## Cultura

### Festividades
Las fiestas del pueblo están dedicadas a Nuestra Señora de los Remedios y se celebran el 8 de septiembre.

### Gastronomía
Entre los platos típicos de Berrocalejo destacan el breve, la cachuela, las migas extremeñas, la caldereta de cordero y el cocido extremeño. También son típicos la tortilla, el revuelto y la sopa de espárragos.